# Nationaal Jeugd Jazz Orkest
Het Nationaal Jeugd Jazz Orkest (NJJO) is een big band van jeugdige toptalenten in de jazz. Het NJJO bestaat sinds 2009 en is een initiatief van Stichting JA. De stichting werd opgericht door de Nederlandse Toonkunstenaarsbond. De Stichting ter Exploitatie van Naburige Rechten, het Prins Bernhard Cultuurfonds en het Fonds Podiumkunsten dragen bij aan de stichting.
Het project richt zich op het ontwikkelen van talenten, maar ook op het creëren van een ontmoetingsplaats en het gezamenlijk opdoen van podiumervaring. In de twee jaar doorlopen de talenten een educatietraject met muzikale coaching, workshops, tournees en bijzondere (internationale) samenwerkingen.
Het leerorkest wordt eens in de twee jaar samengesteld uit Nederlandse of in Nederland woonachtige muzikanten. De audities staan open voor talenten en beginnende muzikanten tot 25 jaar.  
Het NJJO won in 2016 de Zilveren Notekraker.

## Artistiek leiders
- 2009 - 2010 - Peter Guidi, saxofonist en fluitist[1]
- 2011 - 2012 - Benjamin Herman, saxofonist, componist en dirigent
- 2013 - 2014 - Eric Vloeimans, trompettist
- 2015 - 2016 - Martin Fondse, componist, bandleider en musicus
- 2017 - 2018 - Anton Goudsmit, meester-gitarist en componist
- 2019 - 2020 - Ruben Hein - zanger, pianist en componist
- 2021 - 2022 - Maarten Hogenhuis - saxofonist, componist en bandleider